# Castillo Shuri
El Castillo de Shuri (首里城 Shurijō?) (en okinawense: sui ugusiku) es un gusuku (castillo Ryūkyū) ubicado en Shuri, Okinawa. Fue el primer palacio del reino de Ryukyu. En 1945, durante la batalla de Okinawa, fue casi completamente destruido, quedando sólo algunas paredes en pie apenas a ras del suelo. En 1992, fue reconstruido en el sitio original, utilizando información de fotografías, relatos históricos y la memoria. En 2019 sufrió un nuevo incendio, que destruyó gran parte del templo principal.
 Comenzó entonces una nueva reconstrucción, que se prevé finalizará en 2026.

## Historia
La fecha exacta de la construcción del castillo se desconoce, si bien recientes excavaciones encuentran las ruinas más antiguas del castillo al final del siglo XIV. Se piensa que un principio fue un gusuku (fortaleza), acabado antes del 1427. También existe el testimonio de una placa que celebra la creación de los jardines externos, custodiada en el museo de la prefectura de Okinawa.
Cuando el rey Shō Hashi unificó las tres secciones de Okinawa y estableció el Reino Ryūkyū, utilizó el Castillo Shuri como su residencia. En este entonces, Shuri floreció como capital y así continuó hasta la segunda dinastía Sho. Por 450 años desde comienzos del siglo XV, esta fortaleza fungió como corte imperial así como centro administrativo del reino Ryūkyū. Fue un lugar central de comercio con el exterior, así como el corazón político, económico y cultural de Ryūkyū.
De acuerdo a diversos registros, el Castillo Shuri se incendió en diversas ocasiones y fue reconstruido en cada una de ellas. Antes de la Segunda Guerra Mundial, fue designado como Tesoro Nacional de Japón, pero al comienzo de la guerra, el ejército japonés estableció sus cuarteles en el castillo. A principios del 25 de mayo de 1945, el barco de guerra estadounidense USS Missouri y otros lo bombardearon por tres días. El 27 de mayo se incendió.
Después de la guerra, la Universidad de Ryūkyū se trasladó al sitio del castillo. En 1958, la puerta Shureimon fue reconstruida y en 1992 se reconstruyó el edificio principal de la fortaleza. En la actualidad, el área alrededor del castillo forma parte del Parque del Castillo Shuri. En el año 2000, junto con otros gusuku y otros sitios relacionados, fue declarado Patrimonio de la Humanidad para la Unesco como una parte de los Sitios Gusuku y bienes culturales asociados del Reino de Ryukyu.
En la mañana del 31 de octubre de 2019 sufrió un incendio que destruyó completamente seis edificios del complejo, y un total de 4.200 metros cuadrados.